# Anna Herrmann (Schauspielerin)
Anna Herrmann (* 6. November 1987) ist eine deutsche Schauspielerin.

## Leben
Anna Herrmann stand als Kind bei der Fernsehserie Hinter Gittern – Der Frauenknast sowie dem Kinofilm Soweit die Füße tragen vor der Kamera. Von 2014 bis 2018 absolvierte sie ihre Schauspielausbildung an der Hochschule für Musik und Theater „Felix Mendelssohn Bartholdy“ Leipzig. Dort spielte sie u. a. auch in Viel Lärm um nichts von William Shakespeare mit. In den Jahren 2015 und 2016 wurde sie mit dem Grimme-Preis ausgezeichnet.
Anna Herrmann war darüber hinaus auch in der Fernsehwerbung zu sehen, etwa für Media Markt.

## Filmografie (Auswahl)
- 1999–2002: Hinter Gittern – Der Frauenknast (25 Folgen)
- 2001: So weit die Füße tragen (Kino)
- 2008: Der Streit der Waisenmädchen (Kurzfilm)
- 2009: Luzi (Kurzfilm)
- 2010: Tatort: Mord in der ersten Liga
- 2010: Das Parfüm (Kurzfilm)
- 2010: Die Nacht davor (Kurzfilm)
- 2011: Trattoria
- 2012: Kindergeburtstag (Kurzfilm)
- 2012: Versammelt (Kurzfilm)
- 2012: Stille Tage (Kurzfilm)
- 2013: Leb Wohl, Adieu, Gute Nacht (Kurzfilm)
- 2013: Neverland Now (Diplomfilm)
- 2013: SOKO Köln: Der Gartenpirat
- 2014: Millenilas (Diplomfilm)
- 2014: SOKO Leipzig – Mr. Green
- 2014: Arielle (Diplomfilm)
- 2014: Weinberg (4 Folgen)
- 2015: Homeland (2 Folgen)
- 2015: Die Schweigeminute
- 2016: Die Spezialisten – Im Namen der Opfer: Die Mädchen aus Ost-Berlin
- 2017: Notruf Hafenkante: Todesraser
- 2017: SOKO Leipzig: Aus der Deckung
- 2017: Polizeiruf 110: Dünnes Eis
- 2017: Bad Cop – kriminell gut – Kindsköpfe
- 2017: Siebenstein – Rudi und die goldene Kugel
- 2017: SCHULD nach Ferdinand von Schirach – Anatomie (Fernsehserie)
- 2017: Millennials
- 2017: Ein schrecklich reiches Paar
- 2018: Für meine Tochter
- 2018: Rosamunde Pilcher: Wo dein Herz wohnt
- 2018: SOKO Köln: Tod in der Milchstraße
- 2018: SOKO Köln: Fatale Begierde
- 2019: Der Usedom-Krimi: Geisterschiff
- 2019: In aller Freundschaft – Die jungen Ärzte: Rollenmuster
- 2019: SOKO Leipzig: Mein Kind
- 2019: Brecht
- 2019: Tatort: Der gute Weg
- 2019: Skylines (Netflix-Serie, 6 Folgen)
- 2019: Der Bergdoktor: Déjà-Vu
- 2020: Notruf Hafenkante: Pick-Up-Artist
- 2020: Der Staatsanwalt: Fangschuss
- 2020: Letzte Spur Berlin: Amöbenliebe
- 2020: WaPo Berlin: MS Bettina
- 2020: In aller Freundschaft: Hoffnung ist keine Strategie
- 2020: Bettys Diagnose: Hitzewelle
- 2021: Blutige Anfänger: Durchbohrt
- 2021: SOKO Stuttgart: Vermisst
- 2021: SOKO Hamburg: Kiezliebe
- 2021: Tatort: Hetzjagd
- 2021: Morden im Norden: Absturz
- 2021: Nord Nord Mord: Sievers und der schwarze Engel
- 2021: Die Luft zum Atmen (Fernsehfilm)
- seit 2021: Fritzie – Der Himmel muss warten (9 Folgen)
- 2022: Die Toten vom Bodensee – Das zweite Gesicht (Fernsehreihe)
- 2022: Der Ranger – Paradies Heimat: Zusammenhalt (Fernsehreihe)
- 2022–2024: Doppelhaushälfte (4 Folgen)
- 2022: WaPo Bodensee: Asche zu Wasser (Fernsehserie)
- 2022: SOKO Potsdam: Das siebte Haus (Fernsehserie)
- 2022: Spreewaldkrimi: Die siebte Person
- 2023: Die Rosenheim-Cops: Eine Vertretung für Mohr (Fernsehserie)
- 2024: Mandat für Mai (Fernsehreihe, 4 Folgen)
- 2024: Der Alte: Der schönste Tag
- 2024: Für immer Sommer: Ein neues Leben (Fernsehreihe)
- 2024: SOKO Köln: Flüssiges Gold (Fernsehserie)
- 2025: Die Chefin: Fake News (Fernsehserie)